# Underwater (filme)
Underwater (bra: Ameaça Profunda; prt: Submersos) é um filme de ficção científica e suspense de 2020 americano, dirigido por William Eubank e escrito por Brian Duffield e Adam Cozad. O filme é produzido pela Chernin Entertainment para a 20th Century Fox e conta com Kristen Stewart, Vincent Cassel, Jessica Henwick, John Gallagher Jr., Mamoudou Athie e T.J. Miller, no elenco.

## Elenco
- Kristen Stewart como Norah Price, engenheira mecânica da estação Kleper.
- Vincent Cassel como Capitão Lucien, o capitão da estação Kleper que já trabalhou na estação Sheppard, que aparentemente já sabia sobre a existência das criaturas no fundo do oceano.
- Jessica Henwick como Emily Haversham, bióloga marinha da estação Kleper, que está em um relacionamento com Smith.
- John Gallagher Jr. como Liam Smith, engenheiro da estação Kleper, que está em um relacionamento com Emily.
- Mamoudou Athie como Rodrigo Nagenda, um membro da tripulação que trabalha no turno da manhã na estação Kleper.
- T.J Miller como Paul Abel.
- Gunner Wright como Lee Miller, um dos membros da tripulação que é o primeiro a ser atacado pelas criaturas e cuja transmissão é ouvida pelos seis sobreviventes.

## Produção
Em 22 de fevereiro de 2017, foi anunciado que Kristen Stewart estrelaria em Underwater, um filme a ser dirigido por William Eubank a partir de um roteiro de Brian Duffield. Foi revelado que a produção principal começaria no mês seguinte. Em 7 de março de 2017, T.J. Miller e Jessica Henwick juntaram-se ao elenco. Também foi confirmado que a produção principal começaria mais tarde naquele mês em Nova Orleães.
Em 5 de abril de 2017, durante a produção principal, Vincent Cassel e Mamoudou Athie juntaram-se ao elenco. No dia seguinte, John Gallagher Jr. juntou-se ao elenco. Em maio de 2017, após o fim da produção principal do filme, foi revelado que Gunner Wright completou o elenco do filme. Depois de concluir o filme, o diretor decidiu fazer a criatura alfa baseado em Mitos de Cthulhu